# Böbe majom
Böbe majom  (Guinea, 1963. január – 1970. november 10.) az 1960-as években a Veszprémi Állatkert kivételes képességű, országos népszerűségre szert tett „csodamajma”.

## Életrajza

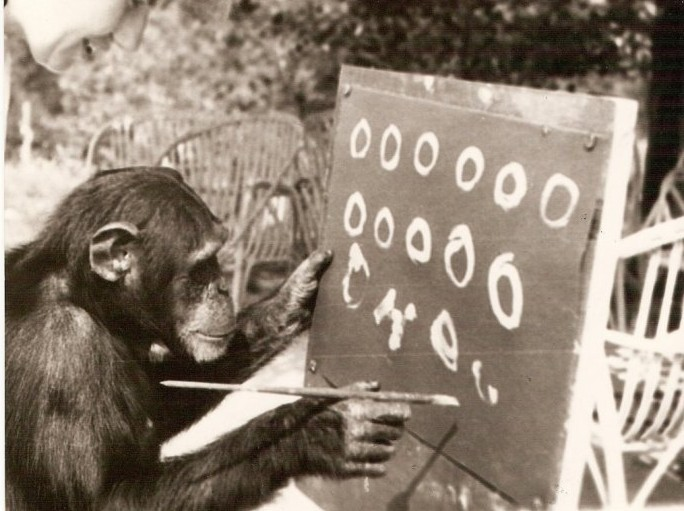
Böbe majom fest

Böbe 1963 januárjában született Guineában. Anyja orvvadászok áldozatául esett, egy ott dolgozó magyar mérnök vette gondjaiba az elárvult állatot. A Böbe nevet is tőle kapta, és amikor hazaérkezett Magyarországra – még az 1963-as év októberében –, a veszprémi Kittenberger Kálmán Növény- és Vadasparknak ajándékozta. A rendkívül tanulékony,  játékos kedvű Böbe nyomban a veszprémiek kedvence lett, és rövidesen az egész ország a szívébe zárta. (Ekkoriban a Fővárosi Állat- és Növénykertnek is csak egyetlen majma volt, így Böbe  kifejezetten egzotikumnak számított.)
Veszprémbe kerülve új meg új dolgokat tanult meg. Értelmi képességei olyan kimagaslóak voltak, hogy kedvenc gyümölcseit sokszor egy erre a célra rendszeresített automatából szerezte meg. Bedobta a fémpénzt, megforgatta a kart, aztán befalta a kipottyant almát vagy a narancsot. Megtanult festeni – festményei nem sokban különböztek egy absztrakt festő alkotásaitól. Gyurmázni és agyagozni is szeretett. Emellett megtanították tüzet rakni, kávét főzni, szörpöt készíteni, a levest kanállal ette. Evés után pedig szalvétával törölte meg a száját. A takarítástól se riadt vissza. Szívesen pucolt ablakot, és ezt olyan óvatosan tette, hogy sosem tört be az üveg. Arra is képes volt, hogy a táskarádión beállítsa a kedvenc adóját. Imádott autózni és motorozni – persze csak utasként.  Jutalomfalatért cserébe zárakat, lakatokat nyitott ki.
Annyiban is kivált az állatkert többi lakója közül, hogy ruhát és papucsot hordott.
Országszerte híre ment a „csodamajomnak”. Évente több százezer látogató utazott ezért Veszprémbe. Maga Kádár János, a Magyar Szocialista Munkáspárt első titkára, az ország első számú vezetője is többször fölkereste, Böbe megismerte őt, kávéval kínálta, Kádár János pedig viszonzásul magához ölelte a majmot.
Igazi sztár lett, a híradó gyakori szereplője, az ELTE ismeretterjesztő filmben is megörökítette. E film ma is megtekinthető, így bárki meggyőződhet éles eszéről, kézügyességéről, magabiztos eszközhasználatáról.
Felmerült az a gondolat, hogy pároztatják. Találtak is számára egy Samu nevű hímet, de a tervezett nász meghiúsult. A dühös Böbe féltékeny lett Samura.
Mivel abban az időben fedezték fel, hogy a majom és az ember genetikája csupán 3 százalékban tér el egymástól, Böbe számos etológiai megfigyelés és kísérlet alanya lett. A vele folytatott kísérletek során arra próbáltak választ találni, hogyan fejlődhetett az ősember gondolkodása, hogyan lett az utánzásból találékonyság.   
1969 decemberében szülőföldjére, Guineába vitték vissza, hogy megfigyeljék a reakcióit. Akar-e a csatlakozni a hordához? Vissza kíván-e térni egy, a majmok számára természetes életformához? Böbe azonban megijedt a többi csimpánztól, sírva rohant ki az őserdőből, és a gondozójánál keresett védelmet. (A történtekből  a szakemberek levonták a tanulságot. Azóta nagyon odafigyelnek arra, hogy az állatok lehetőség szerint más állatoktól tudják eltanulni a fajtájukra jellemző, az életben maradáshoz szükséges viselkedést.) 
Hazatérése után Böbe megfázott, mert elszokott a magyar időjárástól.
1970. november 10-én, hétesztendős korában elpusztult. Ahogy a boncolás kiderítette, egy parazitás megbetegedés, a hólyagférgesség végzett vele. Az állatkert bejáratának közelében temették el.

## Emlékezete
- Romhányi József In memoriam című bökversével búcsúzott Böbétől.[7]
- Böbe majom emlékére a Herendi Porcelángyár aranyfestéssel díszített bögrét hozott forgalomba.
- 2004-ben fölavatták Böbe fából készült szobrát a Veszprémi Állatkertben. 2009-ben pedig átadták a Böbe Majom Tanodája elnevezésű oktató- és kiállítóházat, ahol állatkerti biológiaórák tartására nyílik lehetőség.
- Böbe életét novella formájában dolgozta fel a veszprémi születésű Lajta Erika írónő. (A Pompadour Szocialista Brigád című elbeszéléskötetben Böbe címmel megjelent novella valós és fiktív elemeket vegyít. Böbe és egy helybeli kislány fordulatokban gazdag kapcsolatát helyezi a fókuszba.)